# Соколски дом (Бања Лука)
Соколски дом у Бања Луци је национални споменик Босне и Херцеговине. Налази се у зони градског центра Бање Луке. Национални споменик сачињава објекат Соколског дома са пратећим спортским теренима.

## Опис добра
Архитектура објекта дефинисана је кроз симбиозу стилских, конструктивних и функционалних параметара. Историцизам се нарочито огледа у раскошно декорисаној улазној фасади. Сведеност облика и детаља на осталим фасадама, прочишћеност форме и функционална компонента диспозиције објекта упућују на начела модерне архитектуре. Данас је овај простор адаптиран и прилагођен новим функцијама.
Диспозицију објекта карактеришу јасно дефинисане функционалне зоне: простор улазног хола, централна зона велике сале за вјежбање и око њих простори споредних садржаја.
Соколски дом налази се у конструктивно стабилном стању. Фасаде су у већем дијелу задржале првобитан изглед и материјализацију, са улазне фасаде уклоњен је оригиналан натпис и фигура сокола, а фасада је обојена у упадљиву окер боју.